# Robert Blinc
Robert Blinc [róbert blínc], slovenski fizik, * 31. oktober 1933, Ljubljana, † 26. september 2011, Ljubljana.

## Življenje in delo
Blinc je diplomiral leta 1958 na Odseku za tehniško fiziko Fakultete za naravoslovje in tehnologijo (FNT) in bil leta 1959 promoviran za doktorja fizikalnih znanosti. Po doktoratu je odšel na izpopolnjevanje v ZDA na Tehnološki inštitut Massachusettsa (MIT). Po vrnitvi je postal znanstveni sodelavec na Institutu Jožef Stefan v Ljubljani in honorarni docent na FNT. Leta 1965 je bil izvoljen za izrednega in 1970 za rednega profesorja fizike na Univerzi v Ljubljani. Leta 1974 je bil izvoljen za prodekana in 1976 za dekana Fakultete za naravoslovje in tehnologijo Univerze v Ljubljani (do 1978). 1977–79 je bil gostujoči profesor na Universidade Federal de Minas Gerais (Belo Horizonte) v Braziliji; v letih 1975, 1982, 1986, 1989, 1990 je bil po pol leta gostujoči profesor na ETH Zürich (v Švici), 1984 in 1990 pa na dunajski univerzi. Od 1987 je bil nazivni profesor na University of Utah, Salt Lake City v ZDA, kjer je večkrat gostoval po pol leta. 1984–94 je bil dva mandata predsednik mednarodnega združenja za magnetne resonance AMPERE, v letih 1986–99 predsednik evropskega komiteja za feroelektrike; bil je član komisije za fiziko trdne snovi International Union of Pure and Applied Physics (IUPAP) v odobju 1988–92. Na Institutu Jožef Stefan je bil znanstveni svetnik in 1992–2006 predsednik Znanstvenega sveta IJS; leta 2002 je bil izvoljen za predsednika Slovenske asociacije Rimskega kluba, 2004 za prvega dekana Mednarodne podiplomske šole Jožefa Stefana v Ljubljani, 2006 pa za predsednika komisije za evalvacijo projektov s področja fizike in kemije trdne snovi v okviru European Research Council.
Je eden od utemeljiteljev uporabe jedrske magnetne resonance (NMR) pri raziskavah strukturnih faznih prehodov in tekočih kristalov. Leta 1958 so na Institutu Jožef Stefan zgradili poskusno napravo NMR, ki jo je predlagal Peterlin leta 1953. Zanjo so naročili drag in točen magnet. Po njegovi vgraditvi so Blinc in sodelavci z izboljšanim spektrometrom NMR prvi na svetu merili fazne prehode v feroelektrikih in tekočih kristalih.  Te raziskave so privedle do razvoja tunelskega modela feroelektrikov z vodikovimi vezmi, ki je znan tudi kot Blinc-De Gennesov psevdospinski model. Uvedel je “soft mode” teorijo faznih prehodov v nematskih in feroelektričnih tekočih kristalih. Skupaj s Pincusom sta prva eksperimentalno dokazala obstoj fluktuacij parametra reda v nematskih tekočih kristalih z meritvami frekvenčne odvisnosti jedrske spin-mrežne relaksacije. Ta mehanizem je znan kot Pincus-Blinčev mehanizem spin-mrežne relaksacije. Z jedrsko magnetno resonanco je kot prvi eksperimentalno določil gostoto solitonov v inkomenzurabilnih sistemih in dokazal obstoj fazonskih in amplitudonskih ekscitacij v inkomenzurabilnih sistemih, kar je odprlo novo področje za študij nelinearnih pojavov v inkomenzurabilnih kristalih. Pokazal je, kako lahko s pomočjo magnetne resonance določimo Edwards-Andersonov parameter reda devteronskih stekel, kot tudi porazdelitveno funkcijo lokalne polarizacije. Eksperimentalne raziskave prof. Blinca in njegovih sodelavcev so tudi privedle do t.i. “spherical random bond – random field model”-a relaksorjev. Elementarni dipoli so tu polarni nanoskupki raznih orientacij in velikosti. Parameter reda zato ni tridimenzionalen, temveč ima neskončno dimenzionalnost.
Z Boštjanom Žekšem je napisal knjigo Soft Modes in Ferroelectrics and Antiferroelectrics, North-Holland, Amsterdam (1974), ki je bila prevedena v ruščino in kitajščino; je tudi soavtor knjige The physics of ferroelectric and antiferroelectric liquid crystals  (2000) in Incommensurate Phases in Dielectrics (1986); oboje World Scientific, Singapur. Objavil je več kot 600 člankov, ki so bili v znanstveni literaturi citirani več kot 14.500-krat.
Bil je član Slovenske (dopisni/izredni od 1969, redni član od 1976, tajnik III. razreda SAZU 1978-80, 1980-1999 njen podpredsednik) in Evropske akademije znanosti in umetnosti (v Londonu in Salzburgu), Rimskega kluba ter dopisni član saške (Leipzig, 1982), atenske, poljske, newyorške akademije znanosti, mednarodne inženirske akademije v Moskvi in Hrvaške akademije znanosti in umetnosti. Leta 1961 je prejel Kidričevo nagrado v skupini, sam 1975, 1977 nagrado Mednarodne zveze za magnetno resonanco, nagrado Avnoj-a 1978; 1991 je postal ambasador Republike Slovenije v znanosti, 1998 zaslužni profesor ljubljanske univerze, leta 2002 je prejel zlati častni znak svobode Republike Slovenije, leta 2003 je postal častni član Društva matematikov, fizikov in astronomov Slovenije in častni doktor Univerze v Ljubljani (univerza v Bukarešti mu je podelila doktorat "honoris causa" že l. 1999). Konec leta 2007 bil imenovan za častnega člana IJS (Instituta Jožefa Stefana), leta 2008 pa je prejel Zoisovo nagrado za življenjsko delo.
FMF in IJS podeljujeta Blinčeve nagrade, in sicer doktorjem znanosti za objave s področja fizike, ki izkazujejo prestižni mednarodni nivo (Blinčevi nagradi za fizike na začetku kariere in za vrhunske enkratne dosežke na področju fizike), oziroma za dolgoletne dosežke v fiziki (Blinčeva nagrada za življenjsko delo s področja fizike).